# Fossa Magna
La Fossa Magna  è un canale della Lombardia che scorre nella provincia di Brescia.
Costruito da Bernabò Visconti in origine partiva dal fiume Chiese, passando per Lonato, per ricongiungersi al fiume dopo 15 km.
Nasce dal Fontanone di Sant'Apollonia ed è alimentato da due affluenti, la Seriola Lametta e il Fontanone della Scala.
Il percorso della Fossa Magna all'interno dell'abitato di Carpenedolo è stato parzialmente coperto nell'Ottocento ed in alcuni tratti è a secco.

## Storia

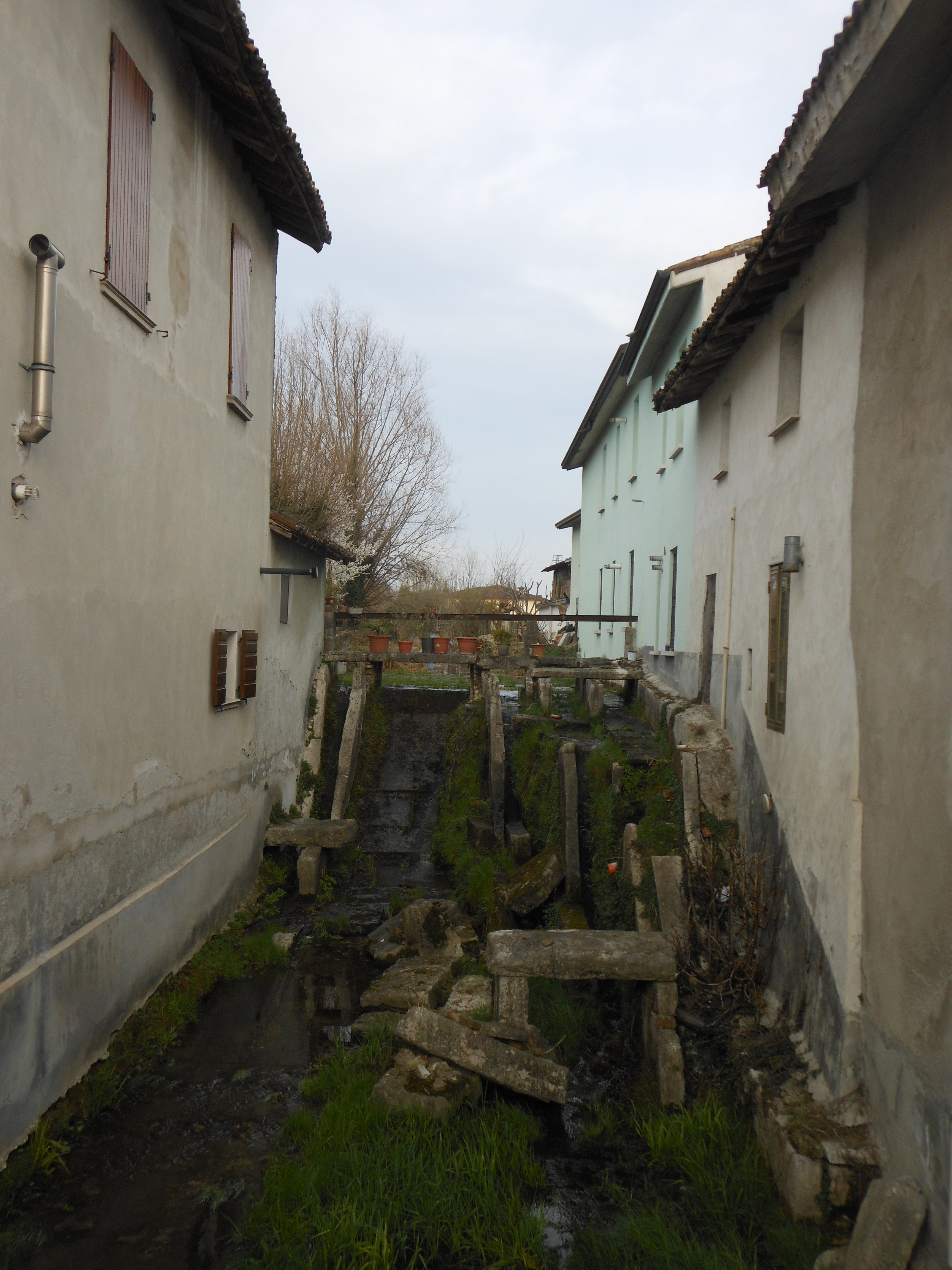
Vecchi mulini di Asola alimentati dalla Fossa Magna

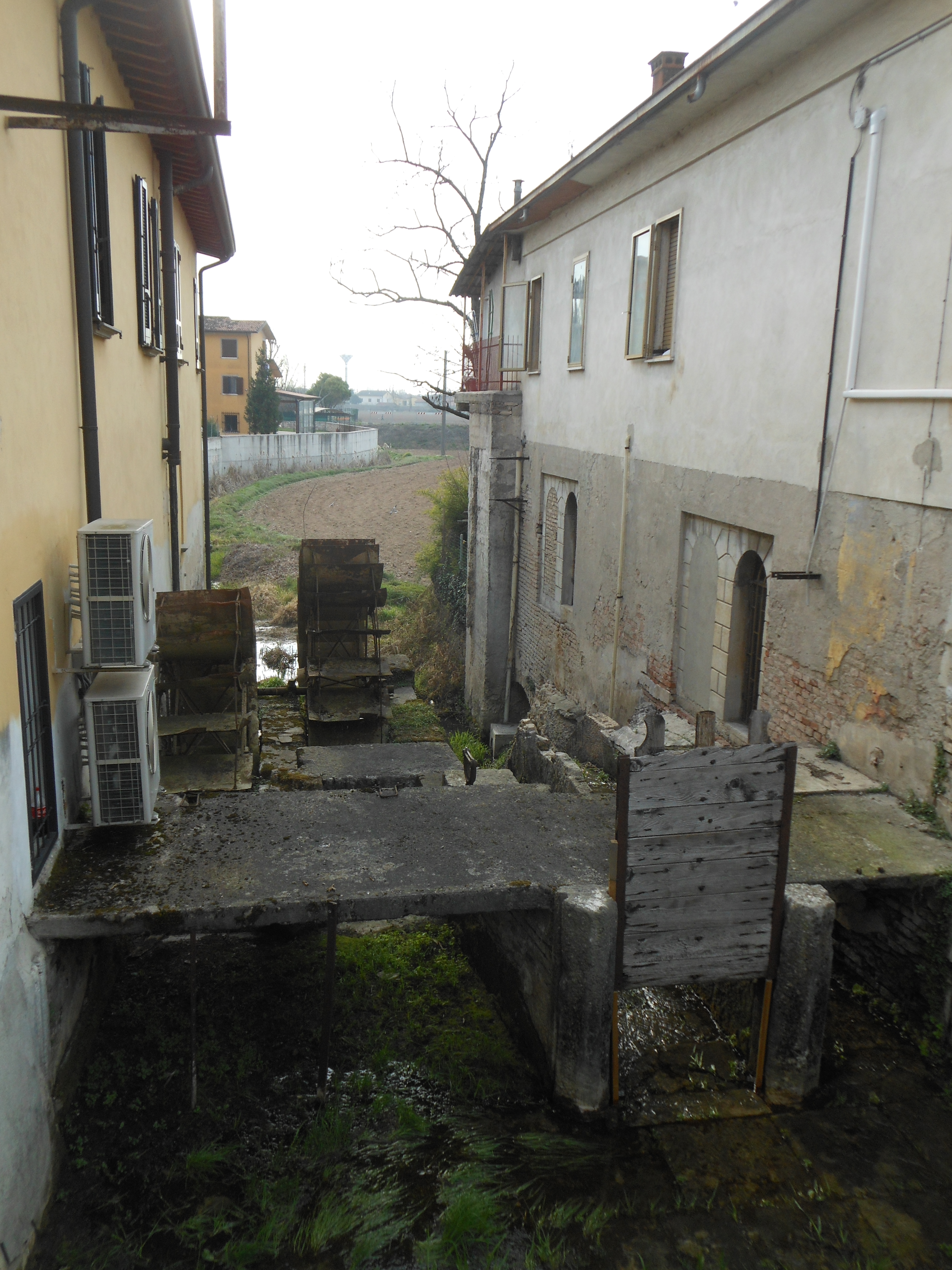
Vecchi mulini di Asola alimentati dalla Fossa Magna

Fu scavata nel 1367 su ordine del duca Bernabò Visconti di Milano sfruttando delle risorgive alle porte di Carpenedolo.
Con questa fossa i Visconti volevano segnare i loro confini e impedire l’improvviso assalto dei loro nemici, come l’esperienza aveva dimostrato nel triennio 1354-1357, quando essi ebbero le sconfitte di Castiglione e di Montichiari.
L’intento iniziale fu anche quello di alimentarla con le acque del Lago di Garda in modo da abbassarne il livello del Mincio per strategie militari, volendo conquistare la penisola di Mantova.
Oltre all'uso strategico militare fu anche utilizzata per uso irriguo e per alimentare dei mulini.
Il Mangini nella sua Storia di Asola del 1722, ripresa integralmente dal deputato Antonio Ricciardi nel 1509, parla di questa Fossa Magna riferendosi a Bernabò Visconti aggiungendo:
“Si levò dal Serraglio di Mantova col suo seguito e si venne ad accampare nell’Asolano da Casaloldo a Casalmoro ove le sue genti commisero tutte scelleratezze e infiniti danni et per renderla più forte Asola et anche per difendersi dalli suoi nemici, fece fare la Fossa Grande, che conduce l’acqua ad Asola et ora serve per li mulini da macinar grani e principiò a farla dal lago di Garda sin a Montichiaro, e da detto luogo sin a Carpenedolo et Acquafredda ed indi ad Asola e la fece sboccare ove hora sono le fosse della Rocca verso Porta Fuori ove nelle altre parti erano paludi, nelle quali si scaricavano le acque di detta fossa in specie dalla parte sud di Cidrea hora detta Cicognara per il che da quella parte fece forte la terra, atteso che con dette acque formava un gran lago, che si univa alle acque del Chiese verso occidente et con un taglio fatto all’opposta ripa, principiò un’altra gran fossa che ora è chiamata Fossa Reggia di ragione della Comunità tutto che possessa indebitamente da alcuni particolari confinanti e seguitò”.
Nel 1380, con la sudditanza dei Gonzaga verso la famiglia del Visconti, negoziata da Bertolino Cappilupi, segretario di corte di Ludovico Gonzaga, che unì in matrimonio il quattordicenne Francesco Visconti con la tredicenne Agnese Gonzaga, il progetto fu interrotto e la fossa fu usata per scopo irriguo.
Nel 1470 sarà estratta dal suo alveo tramite una diga altra acqua per alimentare la fossa della cinta muraria della Fortezza di Asola.
Nel 1545 si permetterà di allargarne il suo letto per renderlo diritto e navigabile da zattere trainate da buoi sulla riva.
Nel 1750 Montichiari intercettò le acque provenienti da Lonato e il tratto della Fossa Magna di Carpenedolo fu da allora alimentato dalle sole sorgive del Fontanone di Sant’Apollonia e da due affluenti (Seriola Lametta e Fontanone della Scala), che in precedenza formavano paludi a Sud-Est del Monte Rocchetta.
Poco prima che si immetta nel Chiese la Fossa Magna alimenta il Gambino Maestro, ovvero le antiche fognature della Fortezza di Asola:                                                                       le acque reflue di questo canale sotterraneo si disperdevano un tempo nei prati golenali asolani detti “prà de Gaàrd”.